# コルカタダービー
コルカタダービー（英語: Kolkata derby、別名: バラ - ベンガル語: বড়、ベンガル語でビッグマッチを意味する）はインド・西ベンガル州のコルカタに本拠地を置くプロサッカークラブ、モフン・バガンとイースト・ベンガルとの対戦を指す名称である。2013年時点において、2つのクラブは州リーグと全国リーグであるIリーグでそれぞれ2試合ずつ、年間4試合を戦うほか、フェデレーションカップやIFAシールド、ドゥランド・カップなどの国内カップ戦で顔を合わせた場合は年間で5試合以上を戦うこととなる。2つのクラブのライバル関係は1925年に始まって以降約90年の歴史があり、国際サッカー連盟（FIFA）にも歴史あるダービーマッチとして取り上げられている。
コルカタの2大クラブとされる両クラブは世界中でファンを獲得している。両クラブはベンガルの地域を代表するクラブであり、モフン・バガンはベンガルの西側に住む人々から、イースト・ベンガルはベンガルの東側の部分（現在のバングラデシュを含む）に住む人々から支持を受けている。
文化的には、コルカタダービーはスコティッシュ・プレミアリーグのオールドファームと似ている。モフン・バガンのサポーターの大多数は「地元」の人々（グラスゴー・レンジャーズFCと似ている）であり、一方のイースト・ベンガルのサポーターの大部分は「移民」で構成されている（セルティックFCと似ている）。

## 起源
モフン・バガンは現存するアジアのクラブの中で最古のサッカークラブであり、1889年にカルカッタ（現在のコルカタ）で設立された。1911年までイギリス領インド帝国の首都であったカルカッタにおいて、モフン・バガンはイギリスのフットボールの影響を大きく受けその他の地方出身の選手とは一線を画する華やかな試合を展開、ここに現在のライバル関係の基礎が築かれることとなった。
多くのライバル関係と同じくコルカタのライバル関係もまた内部分裂によるものであったが、コルカタの場合は間接的なものであり、地方の挑戦者が生まれたことによるものであった。1920年代半ば、モフン・バガンはジョラ・バガン・クラブとの対戦において当時のスター選手サイレシュ・ボースを出さずに対戦を行ったが、当時のクラブ副会長であったスレシュ・チャンドラー・チョードゥリーはこれが大いに不満であった。実業家であった彼はクラブへの不満から新たなクラブ設立を決断、イースト・ベンガルが生まれることとなった。チョードゥリーとクラブの共同設立者はベンガルの東側、特に現在のバングラデシュから大いに支持を受けた。クラブは伝統的に東ベンガル地域からの移民により支援を受けることとなった。これにより、両クラブの対戦は2つの異なる社会的・経済的グループを背景とした2クラブの対決といった様相を呈するようになり、何十年と月日が流れ社会的・経済的な変化が訪れたものの基本的な構図は変わっていない。
2つのクラブが初めて対戦したのは1925年のカルカッタ・リーグの試合においてであり、イースト・ベンガルが1-0で勝利した。この結果は権威あるIFAシールドの1944年大会においても繰り返されることとなった。イースト・ベンガルは準決勝でモフン・バガンに勝利、それまでIFAシールドで最多優勝を達成するなど輝かしい成績を残していたモフン・バガンの歴史の転換点となった。
モフン・バガンは1911年にイースト・ヨークシャー・レジメントを2-1で破ってIFAシールド初優勝を飾った。これはインドのクラブチームがヨーロッパのチームとの対戦で勝利し優勝を果たした初めての大会となった。この試合は当時イギリスの支配下に置かれていたインドにおいてスポーツにおける節目と考えられており、優勝を果たした記念日である毎年7月29日はモフン・バガンの日に指定されている。この優勝の重要性は、モフン・バガンのクラブ設立100周年となった1989年に、勝利を祝った記念郵便切手発行がインド政府において議論されたことにも見ることができる。

## 統計
正確な対戦成績については論争が起きているものの、モフン・バガンとイースト・ベンガルの間では300試合以上の試合が行われている。イースト・ベンガルのファンはライバルとの対戦成績において相手を上回っていることを誇りとしている。コルカタのライバルであるイースト・ベンガルとモフン・バガンは公式な対戦記録が判明している限りにおいて301試合で対戦しており、イースト・ベンガルの112勝、モフン・バガンの85勝、104引き分けという結果となっている。イースト・ベンガルは273ゴールを、モフン・バガンは227ゴールをダービーにおいて決めている。
100回目のダービーは1967年12月16日にローヴァーズ・カップ決勝戦として開催され、イースト・ベンガルがモフン・バガンを2-0で破った。200回目のダービーマッチは1993年4月に行われたエアラインズ・カップ決勝戦であり、モフン・バガンが延長戦の末に6-5で勝利している。300回目のダービーマッチは2012年1月8日に開催されたカルカッタ・フットボールリーグ・プレミアディヴィジョンの優勝決定戦であり、ナイジェリア人のOkolie OdafaとManish Bhargavが得点を決めて、イースト・ベンガルが2-0でモフン・バガンに勝利している。345回目（非公式の数字）のダービーとなったカルカッタ・フットボールリーグ・プレミアディヴィジョンの優勝決定戦は2013年5月23日にソルトレイク・スタジアムにおいて開催され、イースト・ベンガルがモフン・バガンを3-2で破っている。
現代においては、サッカーインド代表選手でもあるバイチュン・ブティアがコルカタ・ダービーで最も得点を上げている。彼が1997年の試合で達成したハットトリックは2009年にコルカタ・ダービーでハットトリックを達成した初の外国人選手で、ナイジェリア人サッカー選手のEdeh Chidiが達成するまで唯一のコルカタ・ダービーにおけるハットトリックとなっていた。バイチュン・ブティアは1997年の試合で4ゴールを決めており、これはコルカタ・ダービーにおける個人最多得点記録となっている。

## 過去の対戦のエピソード
1960年代はモフン・バガンの黄金期であり、イースト・ベンガルに対して勝利し続けた。リーグ戦ですでに優勝を達成していたモフン・バガンはIFAシールド決勝戦において、ライバルのイースト・ベンガルをホームスタジアムで破って二冠を達成した。3-1の勝利は革新的な戦術を持ち込んだ監督アマル・ドゥッタのもと、4-2-4という革命的なフォーメーションによるものであった。
歯車は次第に回り始め、1970年代にはイースト・ベンガルの時代が到来する。この時期、イースト・ベンガルは6年間に渡りコルカタ・ダービーで負けることはなく、IFAシールド決勝戦では5-0でライバルを破っている。イースト・ベンガルが5-0で破ったこの試合は、IFAシールド決勝戦の歴史上最大得点差記録となっており、さらにイースト・ベンガルはこれ以降IFAシールド5連覇を達成している。この際、あまりにも不甲斐ない屈辱的な負け方に激怒したサポーターから逃れるように、モフン・バガンの選手たちの何人かはガンジス川のボートにこもって一夜を明かすこととなった。
最も記憶に残るコルカタ・ダービーの試合は間違いなく1997年に開催された試合であり、この試合には131,000人の観客が詰めかけた。この13万人を超す観客数は現在までインドのスポーツにおける最大観客数記録となっており、12万人を収容するソルトレイク・スタジアムの収容人数を越える観客が訪れた。フェデレーションカップの準決勝となったこの試合において、インドでも有数の有名サッカー選手、バイチュン・ブティアはハットトリックを達成、イースト・ベンガルを4-1の勝利に導いている。しかし、彼は決勝戦では同じようにヒーローとなることはできず、チームもサルガオカーに敗れて準優勝に終わっている。